# Проєктивний об'єкт
У теорії категорій, поняття проєктивного об'єкта узагальнює проєктивні модулі. Проєктивні об'єкти у абелевих категоріях широко використовуються у гомологічній алгебрі. Двоїстим до проєктивних об'єктів є ін'єктивні об'єкти.

## Означення
Об'єкт {\displaystyle P} у категорії {\displaystyle {\mathcal {C}}} називається проєктивним якщо для довільного епіморфізма {\displaystyle e:E\twoheadrightarrow X} і морфізма {\displaystyle f:P\to X}, існує морфізм {\displaystyle {\overline {f}}:P\to E} для якого {\displaystyle e\circ {\overline {f}}=f}, тобто існує комутативна діаграма:
У локально малій категорії {\displaystyle {\mathcal {C}}} {\displaystyle P} є проєктивним якщо і тільки якщо функтор Hom
{\displaystyle \operatorname {Hom} (P,-)\colon {\mathcal {C}}\to \mathbf {Set} }
зберігає епіморфізми.

### Абелеві категорії
Нехай {\displaystyle {\mathcal {C}}} — локально мала абелева категорія. У цьому випадку об'єкт {\displaystyle P\in {\mathcal {C}}} називається проєктивним об'єктом якщо
{\displaystyle \operatorname {Hom} (P,-)\colon {\mathcal {C}}\to \mathbf {Ab} }
є точним функтором, де {\displaystyle \mathbf {Ab} } є категорією абелевих груп.
Іншими еквівалентними означеннями у цьому випадку є
- Функтор Hom {\displaystyle \operatorname {Hom} (P,-)\colon {\mathcal {C}}\to \mathbf {Set} } переводить коядра об'єктів у коядра.
- Функтор Hom {\displaystyle \operatorname {Hom} (P,-)} переводить ковирівнювачі у ковирівнювачі.
- Функтор Hom {\displaystyle \operatorname {Hom} (P,-)} переводить кодекартові квадрати у кодекартові квадрати.
- Кожна послідовність виду

{\displaystyle 0\to U\to V\to P\to 0}
є точною у {\displaystyle {\mathcal {C}}} тоді і тільки тоді коли вона розщеплюється, тобто {\displaystyle V} є ізоморфним прямій сумі {\displaystyle U\oplus P}.

## Властивості
- Кодобуток двох проєктивних об'єктів є проєктивним об'єктом.[2]
- Ретракт проєктивного об'єкта є проєктивним.[3]

## Достатньо проєктивних об'єктів
Нехай {\displaystyle {\mathcal {A}}} — абелева категорія. Кажуть, що {\displaystyle {\mathcal {A}}} має достатньо проєктивних об'єктів якщо для кожного об'єкта {\displaystyle A} у {\displaystyle {\mathcal {A}}} існує проєктивний об'єкт {\displaystyle P} у {\displaystyle {\mathcal {A}}} і точна послідовність
{\displaystyle P\longrightarrow \longrightarrow 0.}
Іншими словами {\displaystyle p\colon P\to A} є епіморфізмом.

## Приклади
- Твердження про те, що всі множини є проєктивними об'єктами є еквівалентним аксіомі вибору.
- Проєктивний об'єктами у категорії абелевих груп є вільні абелеві групи.
- Нехай {\displaystyle R} — кільце з 1. Розглянемо (абелеву) категорію лівих {\displaystyle R}-модулів {\displaystyle {\mathcal {M}}_{R}}. Проєктивними об'єктами у {\displaystyle {\mathcal {M}}_{R}} є проєктивні ліві R-модулі. Зокрема {\displaystyle R} є проєктивним об'єктом у {\displaystyle {\mathcal {M}}_{R}.}
- Категорія лівих (правих) {\displaystyle R}-модулів має достатньо проєктивних об'єктів. Це випливає з того, що для кожного лівого (правого) {\displaystyle R}-модуля {\displaystyle M}, можна взяти вільний (а відтак проєктивний) {\displaystyle R}-модуль {\displaystyle F} породжений елементами {\displaystyle M} і канонічна проєкція {\displaystyle \pi \colon F\to M} буде необхідним сюр'єктивним відображенням.